# Huayra

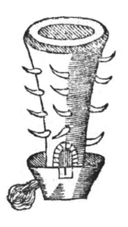
Probable huayra portátil, según Álvaro Alonso Barba (1640)

Huayra, guaira o huayrachina (en quechua, 'viento') era un horno para fundir minerales de la época prehispánica[¿dónde?].

## Características
La principal característica de este horno era su capacidad de inyectar aire al fuego de manera natural sin utilizar fuelles como lo hicieron posteriormente los europeos. El artefacto en si consistía en una pequeña torre circular de piedras, unidas generalmente con mortero, de 1,35 a 0,5 m de alto y de 0,5 a 1,5 m de diámetro con huecos en sus paredes direccionados según el viento predominante en la zona. Estos hornos eran ubicados en sectores altos donde se favorecían del fuerte viento.

## Modelos
Existían distintos modelos, pero todos respondían a la misma lógica de aprovechamiento del viento natural. Los más sencillos consistían en una torre de piedras sin unión de mortero y versiones más complejas, que aparecieron en el horizonte de la conquista europea de América, tenían la capacidad de ser transportables. Para ello se disminuyó el diámetro de la base a un máximo de 0,4 m y su altura a 1 metro. Su materialidad pasó de la piedra a la vasija cerámica, en el cuerpo de esta pequeña torre se disponían abundantes orificios para permitir la entrada del aire y avivar la combustión. Al parecer en cada uno de estos agujeros se diseñaba una pestaña donde se ubicaban brasas para que el aire entrara ya calentado.(ver imagen)
Baltazar Ramírez en 1597 hace una detallada descripción de este último modelo de huayras.

“El modo antiguo para beneficiar los metales antes de que se introdujese el azogue, era una fundición en hornos de viento, los cuales los indios llamaban guairas. Estos son hornos portátiles de forma de una cajuela de barro crudo de un dedo de grueso. Tiene una vara y poco más de alto y una tercia en ancho en el pie; de allí va ensanchando hasta media vara en lo mas alto. Está lleno de ojos o bocas por la delantera, por donde recibe el viento con que se enciende y funde, y en los lados y espalda tiene otros ojos pocos y pequeños por donde sale el humo.Estos hornos ponen los indios en lugares altos y exentos, donde les da el viento con libertad; cuando el viento es escaso se suben a los cerros y cuando es mucho se bajan a lo llano.... Funden en estos hornos de día y de noche, como tienen el viento. Hinchanlos de carbon y pónenles fuego y en lo alto echan el metal. Al pie del horno tienen puesta una cazuela de barro…”

## Utilización
La huayra fue el primer método para obtener el metal desde la roca. Por ejemplo la galena argentífera se introducía en la huayra, donde el azufre y algo de plomo eran volatilizados por la acción del fuego. Entonces, el rico metal de plata que quedaba se llevaba al Tocochimbo para refinarlo y quitarle el plomo, dejando sólo la plata que se destinaba a la orfebrería. Otros métodos de refinación consistían la manipulación del metal en crisoles refractarios revestidos con una solución arcillosa de huesos calcinados y molidos.

## Distribución y registros
Aún no se ha analizado el área específica donde se ocupaba este tipo de horno, pero se sabe que fueron difundidos por los inca y ampliamente utilizados en gran parte del Tahuantinsuyo. En Argentina se han encontrado restos de huayras asociadas a un maray en la provincia de Salta, específicamente en el "sitio de Cobres", también en "La Encrucijada" situada en la misma provincia se descubrieron estructuras de fundición circulares de 1 metro de diámetro por 1 metro de alto. En Catamarca, en las localidades de Quillay y Rincón Chico se pueden observar restos de estos artefactos juntos a otros de época pre-inca y de la conquista española. En Chile aún se conservan restos de unas 26 huayras en el complejo metalúrgico de Viña del Cerro. En el mineral de Potosí en Bolivia la eficacia de este sistema queda evidenciado con la utilización de la huayra hasta después de la conquista europea de la zona. Numerosos hornos operaban en las ventosas laderas para beneficiar el mineral de plata.
Joseph de Acosta hacia 1590 las describe de la siguiente manera:

“Habia en las antiguas laderas de Potosí y por las cumbres y collados mas de 6.000 guayras, que son aquellos hornillos donde se derrite el metal,puestos al modo de luminarias, que verlos arder de noche y dar lumbre tan lejos y estar en sí hechos de una ascua roja de fuego, era espectaculo agradable. Ahora si llegan a mil o dos mil guayras será mucho, porque como les he dicho, la fundición es poca y el beneficio del azogue es toda la riqueza.…”

Cieza de León a su vez comenta:

“..Llaman a estas formas Guayras. Y de noche hay tantas dellas por todos los campos y collados que parecen luminarias. Y en tiempo que hace viento recio, se saca plata en cantidad: quando el viento falta, por ninguna manera pueden sacar ninguna..
Cieza de León, 1996 [1553], cap. CIX: 291…”

Siguiendo con estas descripciones de la huayra en forma de luminarias. A unos kilómetros al norte de La Serena, en la región de Coquimbo de Chile, existe un cerro llamado "Brillador", la tradición cuenta una historia similar a la de Potosí, al llegar los españoles a la zona vieron en las noches cientos de luces en las laderas de dicho cerro, las cuales corresponderían a las características de las antiguas huayras, debido a esto denominaron a ese enigmático cerro como "Brillador". Ahora bien, teniendo actualmente la certeza que el "cerro Brillador" fue trabajado desde épocas prehispánicas, especialmente por los inka, esta historia o leyenda podría cobrar validez histórica.